# Paratomoxia maynei
Paratomoxia maynei là một loài bọ cánh cứng trong họ Mordellidae. Loài này được Pic mô tả khoa học năm 1931.